# Cutelo Alto
Cutelo Alto es una localidad caboverdiana del municipio de Mosteiros.

## Geografía
La localidad está situada en la isla de Fogo.

## Organización territorial
La localidad abarca los lugares y barrios de:
- Cutelo Alto
- Monte Velha